# Галерија грбова Аргентине
Галерија грбова Аргентине обухвата актуелни Грб Аргентине, историјске грбове Аргентине и   грбове аргентинских провинција.

## Актуелни Грб Аргентине
- Грб Аргентине

## Историјски  грбови  Аргентине
- Грб Аргентине (1793)
- Грб Аргентине (1812)

## Грбови аргентинских провинција
- Грб Аутономног Града Буенос Ајрес
- Грб Буенос Ајрес (провинција)
- Грб Катамарка (провинција)
- Грб Чубут (провинција)
- Грб Кордоба (аргентинска провинција)
- Грб Коријентес (провинција)
- Грб Чако (провинција)
- Грб Ентре Риос (провинција)
- Грб Формоса (провинција)
- Грб Хухуј (провинција)
- Грб  Пампа (провинција)
- Грб Риоха (аргентинска провинција)
- Грб Мендоза (аргентинска провинција)
- Грб Мисионес (провинција)
- Грб Неукен (провинција)
- Грб Рио Негро (аргентинска провинција)
- Грб Салта (провинција)
- Грб Сан Луис (аргентинска провинција)
- Грб Сан Хуан (аргентинска провинција)
- Грб Санта Круз (аргентинска провинција)
- Грб Санта Фе (аргентинска провинција)
- Грб Сантјаго дел Естеро (провинција)
- Грб Огњена Земља (провинција)
- Грб Тукуман (провинција)